# Homosexualität auf Barbados

Geografische Lage von Barbados

Homosexualität ist auf Barbados für Männer und Frauen gesetzlich erlaubt. Das Gesetz gegen homosexuelle Handlungen wurde im Dezember 2022 höchstgerichtlich aufgehoben.

## Legalität
Im 1992 novellierten Strafgesetzbuch von Barbados wurde Analverkehr mit einer lebenslangen Freiheitsstrafe bestraft (auch heterosexueller Analverkehr). Die Bestrafung für alle anderen gleichgeschlechtlichen sexuellen Handlungen zwischen Personen ab einem Alter von 16 Jahren betrug Gefängnis von bis zu 10 Jahren, jedoch fand de facto grundsätzlich keine Strafverfolgung statt. Außer Guyana gab es kein weiteres Land in Amerika mit derart drakonischen Strafen für einvernehmlichen Sex. Mit Urteil des höchsten Verfassungsgerichtes auf Barbados wurde am 12. Dezember 2022 das Strafgesetz wegen sexueller Handlungen aufgehoben.

## Anerkennung gleichgeschlechtlicher Paare
Gleichgeschlechtliche Paare werden weder im Wege der eingetragenen Partnerschaft noch im Rahmen einer gleichgeschlechtlichen Ehe anerkannt.

## Gesellschaftliche Situation
Auf Barbados herrschen, wie in fast allen ehemals britischen Kolonien in der Karibik, diskriminierende Gesetze und homophobe Praktiken, die verhindern, dass homosexuelle Menschen Zugriff auf die Gesundheitsdienste haben. Die Regierung des Inselstaates wurde wiederholt von Menschenrechtsaktivisten aufgefordert, die Stigmatisierung und Diskriminierung von Menschen mit anderer sexueller Orientierung zu reduzieren.
Barbados gehört 2012 zu den letzten 11 Ländern (allesamt Commonwealth-Staaten) in Amerika, in denen Homosexualität noch sanktioniert wurde. Die drakonische Strafgesetzgebung, die sexuelle Beziehungen zwischen Personen des gleichen Geschlechts kriminalisiert, würde „allerdings nur selten durchgesetzt, wenn dies im Privatbereich stattfinde“ und es seien „viele homosexuelle barbadische Paare bekannt, die ohne Probleme zusammen leben, durch die Beibehaltung ihrer Unauffälligkeit“.
In einer Studie zu zwei Erhebungen in 2003 und 2004 wurde festgestellt, dass es wenig oder gar keine Unterstützung für die Entkriminalisierung homosexueller Handlungen gab. Die Untersuchung zeigte aber, dass 2004 eine negative Einstellung gegenüber homosexuellen Menschen nur bei einem relativ kleinen Teil der Bevölkerung von Barbados vorherrscht, während die große Mehrheit der Barbadier entweder tolerant ist oder Homosexuelle akzeptiert. Frauen, Männer unter 50 Jahren und Menschen mit einem höheren Bildungsstand standen dabei dem Thema Homosexualität eindeutig toleranter gegenüber.
Ein Vorschlag des Generalstaatsanwalts und Vize-Premierministers von Barbados im Oktober 2003, Homosexualität zu entkriminalisieren, wurde durch die Medien, die Kirche und die Gesellschaft überwiegend negativ aufgenommen, sodass die Regierung keine neuen Gesetze plant.
Auf Barbados gibt es keine öffentliche homosexuelle Szene und weder schwule noch lesbische Publikationen. Von der Nichtregierungsorganisation BANGO wird kritisiert, dass kein Hilfszentrum für die Opfer von Gewalt gegen Homosexuelle existiert.
United Gays and Lesbians Against AIDS, Barbados (UGLAAB) ist eine weitere Nichtregierungsorganisation, die sich für die Förderung schwuler und lesbischer Rechte einsetzt.